# William Edward Cousins
William Edward Cousins (* 20. August 1902 in Chicago, Vereinigte Staaten; † 14. September 1988 in Milwaukee) war ein römisch-katholischer Geistlicher und von 1959 bis 1977 Erzbischof von Milwaukee.

## Leben
Nach seiner Priesterweihe am 23. April 1927 durch Kardinal George William Mundelein für das Erzbistum Chicago wurde er am 17. Dezember 1948 von Papst Pius XII. zum Weihbischof in Chicago und Titularbischof von Forma ernannt. Die Bischofsweihe empfing er am 7. März 1949 durch Kardinal Samuel Alphonse Stritch. Mitkonsekratoren waren der Bischof von Rockford, John Joseph Boylan, und der Bischof von Belleville, Albert Rudolph Zuroweste.
Am 19. Dezember 1952 wurde er zum Bischof von Peoria ernannt und am 18. Dezember 1958 ernannte ihn Papst Johannes XXIII. zum Erzbischof von Milwaukee. Er nahm an allen vier Sitzungsperioden des Zweiten Vatikanischen Konzils als Konzilsvater teil.
Papst Paul VI. nahm am 17. September 1977 seinen altersbedingten Rücktritt an.